# 圣母圣诞圣殿 (雷根斯堡)
圣母圣诞圣殿（德語：Basilika Unserer Lieben Frau Zur Alten Kapelle）又名老教堂（Alten Kapelle），是巴伐利亚最古老的天主教礼拜场所，也是德国南部雷根斯堡市最重要的教堂之一。
该堂是古老的圣母修道院的一部分，该修道院由神圣罗马帝国皇帝亨利二世于1002年建立。该堂为18世纪巴洛克风格，是欧洲洛可可装饰的杰作之一。
第一座教堂是根据查理曼大帝的命令建造，此处原是朱诺神庙的所在地。该堂是西罗马帝国灭亡后巴伐利亚最古老的教堂，因而称为“老教堂”（Alte Kappelle）。
1964年，教宗保禄六世将老教堂升格为宗座圣殿。